# モンテッソーリ教育

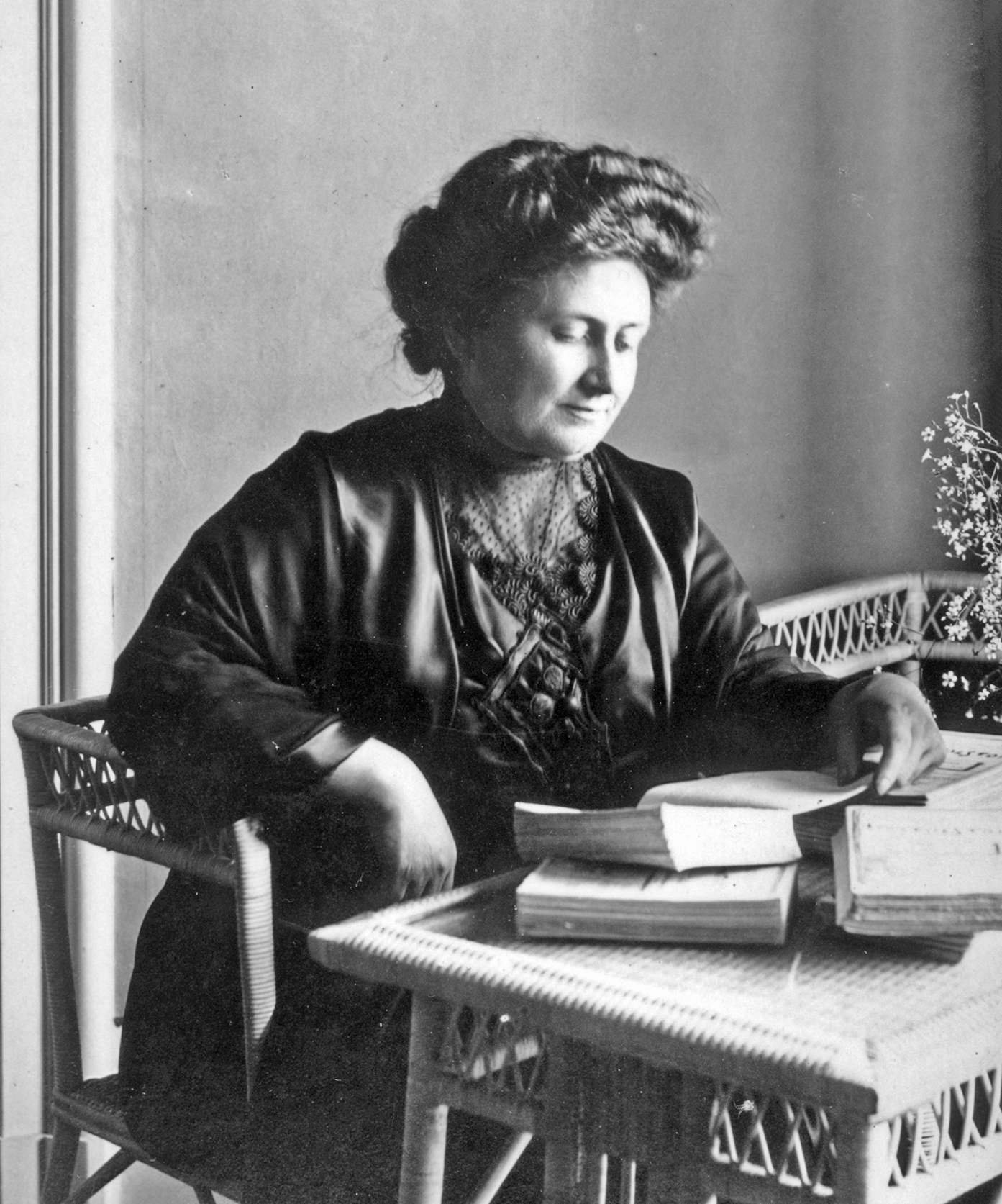
マリア・モンテッソーリ

モンテッソーリ教育（モンテッソーリきょういく、英：Montessori education または the Montessori method）は、20世紀初頭にマリア・モンテッソーリによって考案された教育法。
イタリアのローマで精神病院の勤務医であったモンテッソーリは、知的障害児へ感覚教育法を施し、知的水準を上げるという効果を見せた。保育施設「子どもの家」（1907年設立）で貧困層の健常児を対象に、その独特な教育法を完成させた。

## 歴史

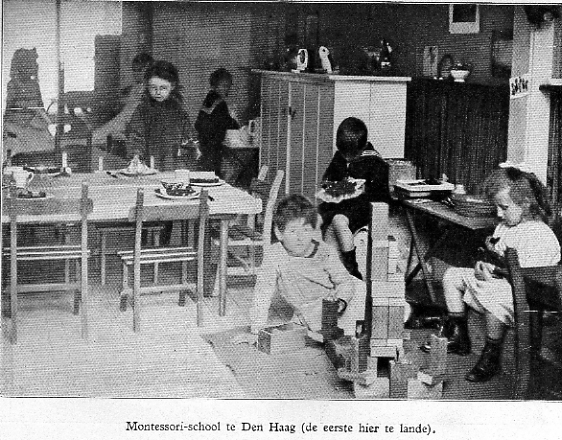
オランダで最初のモンテッソーリ教室（1915年ハーグ）

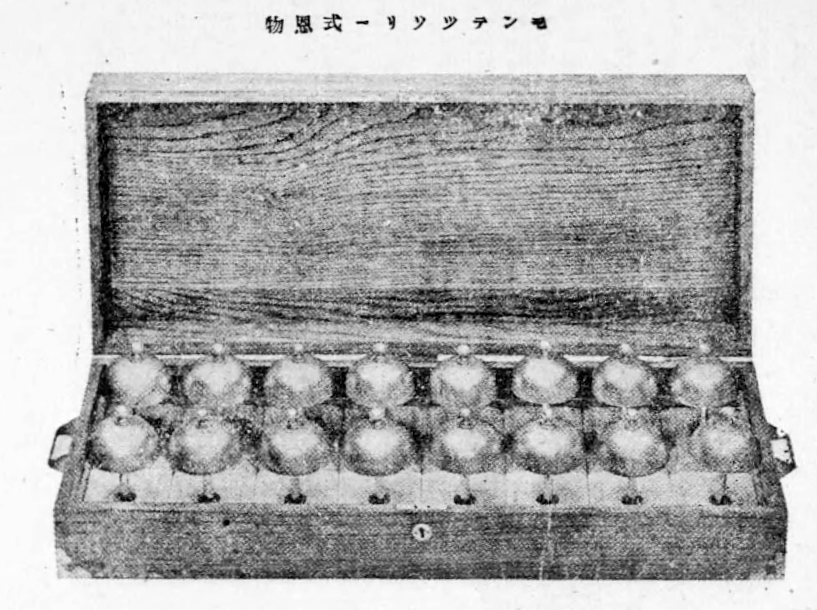
モンテッソーリ式恩物（20世紀初頭）

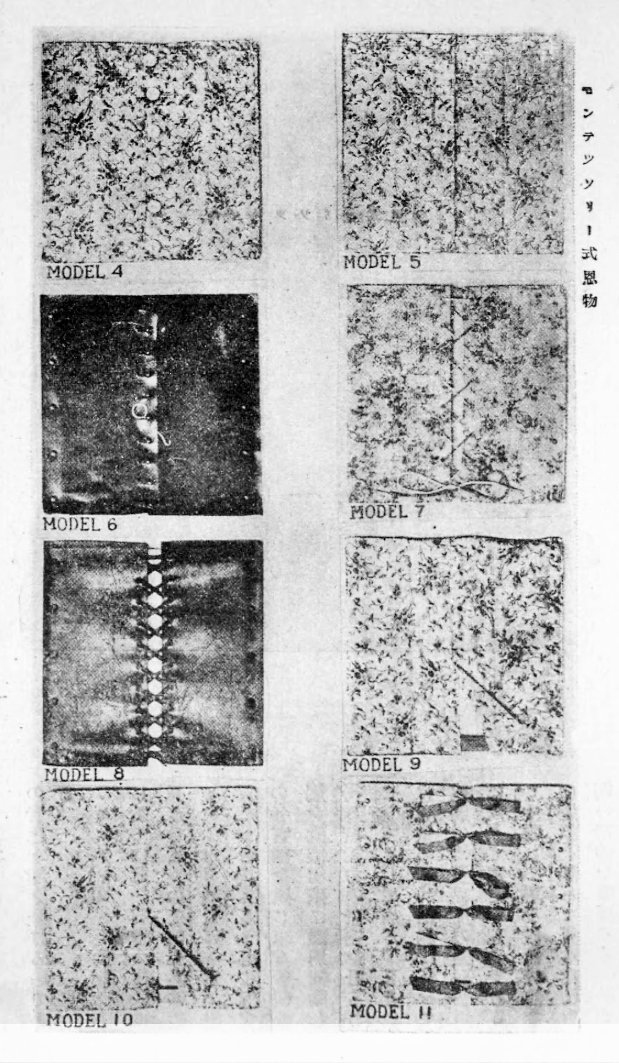
モンテッソーリ式恩物（20世紀初期）

### 子供の家
1907年、ローマに最初に誕生した｢子供の家」（Casa dei bambini）は、瞬く間に欧米を中心に世界各国に広がった。特にアメリカ合衆国では2度にわたってモンテッソーリ・ブームが起こり、アメリカ全土にその教育法が普及した。
現在、アメリカの私立をはじめ数百の公立学校でもプログラムが導入され、3000か所のモンテッソーリ・子供の家があるといわれる。日本には1960年代に紹介され、モンテッソーリ・プログラムを導入する幼稚園やモンテッソーリ教育を専門に行う｢子供の家」が創設された。

## モンテッソーリ教育法
モンテッソーリ教育法においては、子どもたちは生まれながらにして知ることを強く求めているもので、思慮深く用意された支援的な学習環境の中であれば、自発的に学び始める力を持っていると捉える。モンテッソーリ教育法は子どもたちを身体面、社会面、情緒面、認知面で発達させることを目指す。
モンテッソーリ教育理論は、基本的には子どもの発達モデルを下敷きにした教育法である。この発達モデルには二つの基本的原則がある。第一に、子どもたちや発達途上の大人たちは、自己を取り巻く環境と相互作用することによって、精神的な自己の構築に取り組むと考える。第二に、特に6歳未満の子供たちの精神的発達には、先天的（生来的、生得的）な発達経路があると考える。モンテッソーリは自らの観察に基づき、その発達モデルに則った環境を準備して子供たちに選択と行動の自由を与えると、自発的に行動してそれぞれ最適に発達するだろうと予測した。
モンテッソーリは、人間精神の普遍的で先天的な特徴を見出した。それは後に、息子であり共同研究者でもあるマリオ・モンテッソーリが1957年に「人間の傾向」として示したものである。その正確なリストについては、いくつか議論があるが、以下に挙げるものが明確に特定されている。
- 抽象化する
- 活動する
- コミュニケーションする
- 正確さを求める
- 探検する
- （環境に対して）操作する
- 秩序を求める
- 見当識を持とうとする
- 繰り返す
- 自分でやり遂げる
- 作業する (「目的をもって活動する」と呼ばれることもある)

モンテッソーリ教育法では、これらの「人間の傾向」が、発達のあらゆる段階で子供たちの振る舞いの原動力になっていると考える。そして教育とはその振る舞いに応ずるべきものであり、その振る舞いのために相応しい道具を提供すべきであると考えた。
そこで、この教育は「準備された環境」（つまり、基本的な人間の特性、子どもたちの各年齢別の特性、そして子ども個々人の性格に合うように仕立てられた教育的環境）の中で自由活動を行うものとなる。この教育環境の果たすべき機能は、子供たちの内側から出てくる精神的な方向づけに従って、子供たちがすべての分野で自主性を発達させることを容認し、それを援助することである。教育環境は、各年代の子どもたちに適したモンテッソーリ教具の提供に加えて、次の特徴を満たすべきである:263–280。
- 移動と活動がしやすい配置とすること
- 環境の美しさ、調和、清潔さ
- 子どもの体格と、子どもの求めることに見合った寸法の建築、設備であること
- 材質の制限。子供の発達を支える材質のみが用いられること
- 整理整頓され、秩序があること
- 教室内および教室外に自然があること

手短に言えば、モンテッソーリ学校の4つの中核的側面は、実生活、五感、数的能力、言語能力である。 モンテッソーリ学校が受け入れる小さな側面に、地理、芸術および園芸などがある。

### 発達段階
モンテッソーリは観察により、人間の発達における4つの異なる期間（あるいは段階）を見出し、各段階に異なる特徴、学習モード、活発な発達欲求があると考え、それぞれの段階に特有の教育的アプローチを求めた。
1. 出生～6歳
2. 6～12歳
3. 12～18歳
4. 18～24歳

#### 第1段階
第1段階は出生から約6歳までである。モンテッソーリは、この期間の子どもは、身体的・精神的に著しい発達を経験する中で、精神的な自己の構築と、身体機能の面での自立を目指して、具体的なもの、知覚的なことの探索と学習に取り組んでいると観察する。この段階の子どもたちの振る舞いを説明するために、「吸収心」、「敏感期」、「正常化」などのいくつかの概念を提唱した。
モンテッソーリは「吸収心」(absorbent mind）という言葉を示し、五感や言語、文化および概念の発達から来た情報など、環境からの知覚的刺激に、難なく同化していく幼児期の子どもの振る舞いを説明した。その吸収心は第1段階に特有の力であり、子供が6歳に近づくにつれて吸収心が薄れると考えた。
また、この時期の子どもには特定の刺激に対して特別な感受性を持つ期間があることを観察から見出し、それを「敏感期」（sensitive periods）と呼んだ。 モンテッソーリ教育では、個々の幼児においてこの特別な感受性が現れている期間に、この特別な感受性に応じる教室環境に、適切な教具と活動を整える。モンテッソーリは出生から6歳頃の「敏感期」とその時期を以下のように特定した:118–140。
- 言語の獲得 — 出生～約6歳
- 小さな物体への興味 - 約1歳半～3歳
- 順序 — 約1歳～3歳
- 五感の洗練 - 出生～約4歳
- 社会的な振る舞い — 約2歳半～4歳

最後に、モンテッソーリは3～6歳の子どもに、自身が「正常化」(normalization）と名付けた心理的状態があることを観察から見出した。正常化は子どもの発達上の必要を満たすための活動への専念と集中から生じるもので、集中力と「自発的な規律、継続的に楽しんで行う作業、他者を援助する社会的感情、そして他者への思いやり」といった特徴を持つものである:207。

#### 第2段階
発達の第2段階は約6歳から12歳までである。モンテッソーリは、この期間の子どもの身体的、精神的な変化を観察し、これらの新しい特徴に応じる教室環境、レッスン、教具を開発した。身体的には、第2段階の初期に乳歯が抜け、足や胴が伸び、その後に一様な成長期間があると観察した。心理学的には、「群れの本能」（herd instinct）すなわち群れを作って行動し社会的になる傾向、および理由付けする力と想像力を観察した。 第2段階の子供の発達の面は、知的な自立、道徳観、そして社会組織の形成であると考えた:7–16。

#### 第3段階
発達の第3段階は約12歳から18歳までであり、青年期の期間を含む。モンテッソーリは、思春期と青年期の身体的、精神的な変化を第3段階の特徴とした。この時期の子どもが抱える精神的な不安定さ、集中力の面での困難さ、創造的な傾向、そして「正義感と個人的尊厳感」の発達を強調した。モンテッソーリは、思春期の若者が自身の価値の評価を外部から得ようとする衝動を「価値付け」（valorization）という用語で説明する。発達上、第3段階の子供が取り組むことは、社会における大人の自己の構築であると考えた:59–81。

#### 第4段階
発達の第4段階は約18歳から24歳までである。モンテッソーリはこの時期についてはほとんど書き残しておらず、この時期のための教育プログラムも開発しなかった。モンテッソーリは第3段階までのモンテッソーリ教育を受け、文明に影響を及ぼし文明を導く存在として、文化と科学の研究を完全に受け入れる準備が整った若い成人を思い描いた。モンテッソーリは、この段階にはお金のために働き、経済的自立が重要であると考えた。そして文化の研究は人の一生を通して続けることができ、大学レベルの研究における年数の恣意的な制限は不要であると感じた:82–93。

### 平和との関係
モンテッソーリは世界平和の達成には、教育が重要な役割を持つと信じており:80、1936年の著書『Education and Peace』において「紛争の防止は政治の仕事、平和の建設は教育の仕事」と述べている。モンテッソーリは、自分自身の内なる発達の法則に従いながら成長することを許されてきた子供たちは、より平和的で永続的な文明を築いていくだろうと感じていた。1930年代からその晩年まで、モンテッソーリはこのことについて数多くの講義や演説を行った。

## 教育の実践

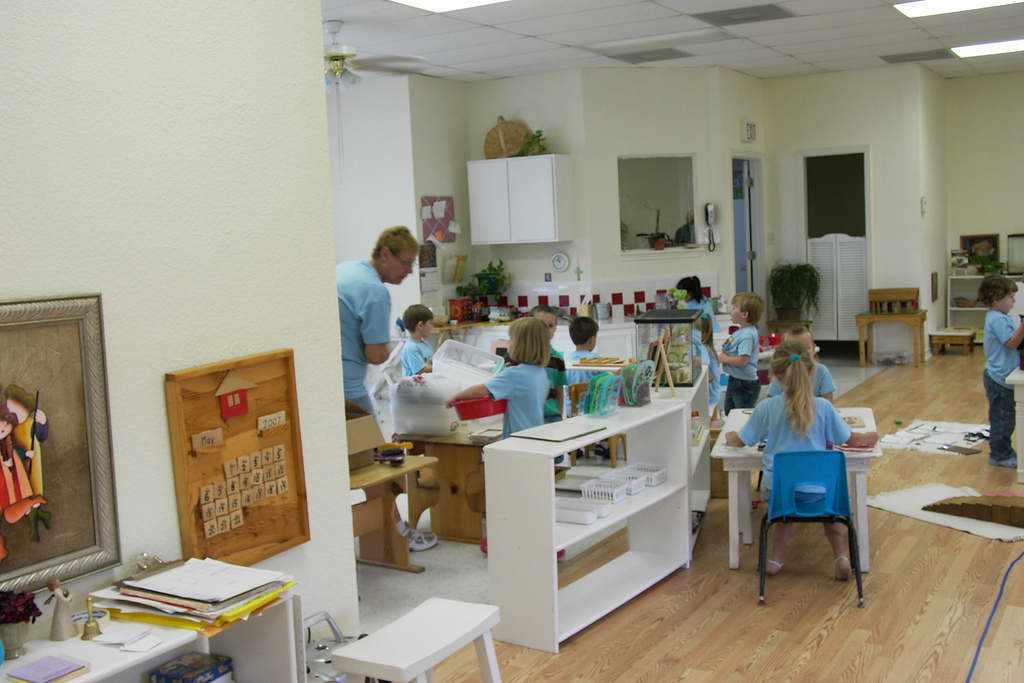
アメリカの教室（2007年）

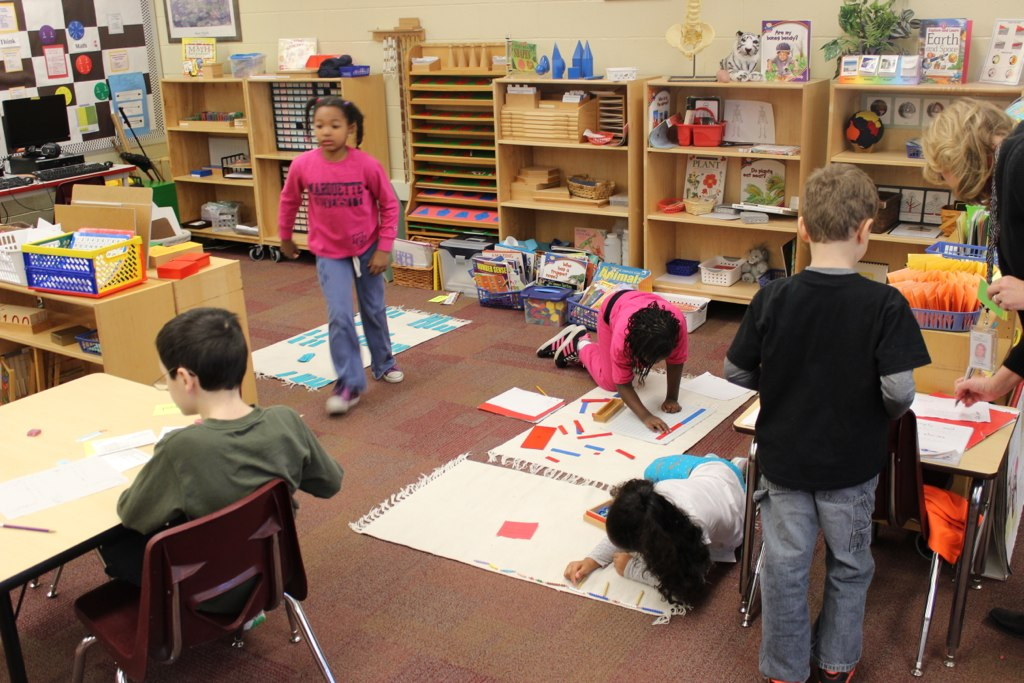
アメリカのモンテッソーリ教室

「モンテッソーリ」の名称を冠して行われる教育にも様々なものがあるが、国際モンテッソーリ協会（AMI）およびアメリカン・モンテッソーリ協会（AMS）は、モンテッソーリ教育に不可欠の要素として次の項目を列挙している。
- 年齢を混ぜたクラス編成：2歳半（または3歳）～6歳クラスが最も多いが、0～3、3～6、6～9、9～12、12～15、15～18歳クラスも存在する。

- 指定された選択の幅の中から、児童生徒が活動を選択すること。
- 作業時間は途切れずに連続すること。理想的には3時間。
- 児童生徒は直截的な指導を受けて学ぶというよりも、むしろ自ら教具を使って作業しながら概念を学ぶという構成主義あるいは「発見的」モデル。
- モンテッソーリと助手たちによって開発された専用の教具。これらの教具は、プラスチックなどよりは、自然由来で美的にもすぐれた素材（木材など）で作られたものが多い。
- 思慮深く準備された環境。教具はテーマ別にまとまりをもって配置され、子どもの手の届くところにあり、大きさも適切であること。
- 制限は課しつつも、その範囲内で自由にさせること。
- 訓練されたモンテッソーリ教師。子どもたちを支え、それぞれの子どもの特徴、傾向、内的な才能と能力を観取する高い経験を積んだ教師。

### 段階別プログラム

#### 幼児向け（3歳以下）プログラム
3歳以下の子ども向けのモンテッソーリ教室は、いくつかの種類があり、多くの呼び名が使われている。「nido」クラス（イタリア語で「巣」の意）は生後約2か月～約14か月（または、しっかりと歩けるようになるまで）の少人数の子どもたちで編成する。「幼児コミュニティ」Young Child Community は約1歳～2歳半（または3歳）までの、より多人数の子どもたちで編成する。どちらの環境も、子どもたちの体格と能力に見合った教具と活動、運動能力を発達させる機会、自立性を発達させる活動を重視する。排泄の自立も重視する場合が多い。いくつかの学校は、生後間もない乳児と親が一緒に参加する「親子教室」を設けている。

#### 就学前・園児向け
2歳半（または3歳）～6歳向けの教室は、モンテッソーリが1906年に初めてローマに設立した学校の名前「Casa dei Bambini」（イタリア語）にちなんで、「子供の家」と呼ぶものが多い。またこの学級は「初等」とも呼ばれる。典型的な教室は、複数学年の子ども20～30人でクラスを編み、これに完全な訓練を受けた教師と助手を付ける。教室には通常、子ども用の大きさのテーブルと椅子が一つずつあるいは小さな集団状に配置される。子どもでも手が届く高さの棚を室内のあちこちに置き、その中に様々な教具を収めてある。
多くの場合、最初のうちは教師がさまざまな活動を示し、その後は子どもの興味の赴くところに従って、ある程度自由に活動を選ばせる。モンテッソーリ教室における教師の役割は、それぞれの児童が自ら学習の経路を作り出していけるように、個々の児童の意見を聞きながら、児童を導くことにある。教室の教具は通常、実生活の技能に取り組む活動も含まれる（液体を注ぐ・すくう、洗う、テーブルを磨く、掃くなど）。また五感の発達を促す教具、数的教具、言語教具、音楽や芸術、文化の教具に加えて、ある程度の科学的な活動すなわち「浮かぶもの、沈むもの」、「磁石に付くもの付かないもの」、「ロウソクと空気」も対象とする。

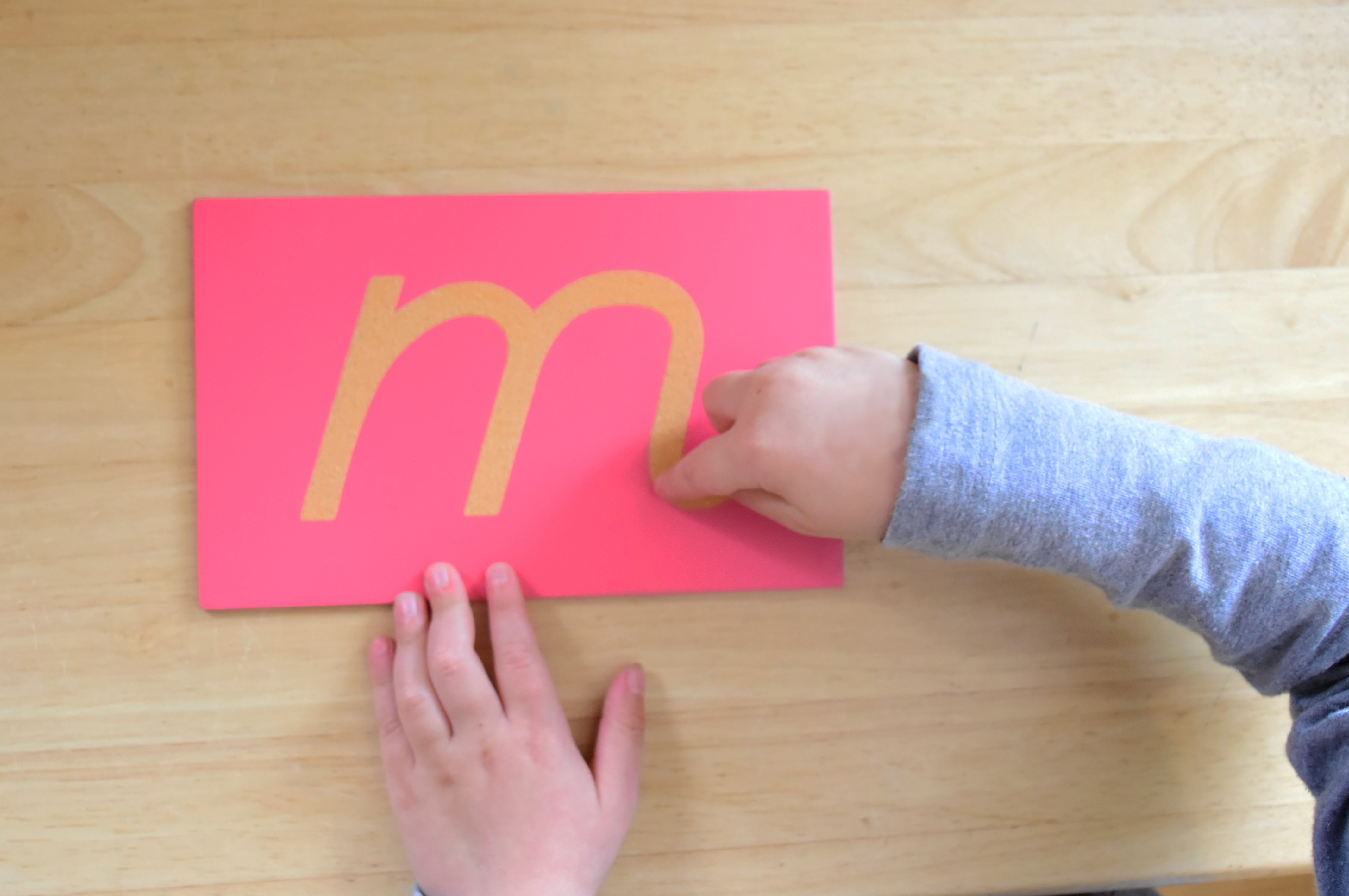
紙ヤスリ文字のような教具は幼児の興味をひくようにデザインされている。

子供の家における活動は、通常は実地指導であり、教具を手に取って概念を教える。例えば、書くことを教えるときには、児童たちは「紙ヤスリ文字」（sandpaper letters）という教具を用いる。これは紙ヤスリを文字の形に切り出して、それを木板の上に貼り付けたものである。子供たちは、指でこの文字をなぞりながら、文字の形と発音を学ぶ。別の例を挙げると、算数の概念（特に掛け算）を教えるためには「数珠鎖」（bead chains）を使う。特に10の倍数を教える場合は、数珠玉1粒を1と数え、1×10は数珠玉10粒を貫いた棒1本で表す。次にこの棒を平面に10本並べて10×10を表す。さらにこの平面を10段積み上げて立方体を作り、10×10×10を表す。こうした教具によって、基本的な概念が具体的で確固たる理解として形成されるように助ける。この理解が、後に行う様々な学習の土台となる。

#### 小学生向け
小学生向け（Elementary）のモンテッソーリ教室は、通常は複数の学年を混ぜた「6～9歳クラス」と「9～12歳クラス」とするが、「6～12歳クラス」とする場合もある。通常、子どもたちの小グループに対してレッスン内容を示した後、子どもたちは個人的な反応と興味の赴くところに従って、自分で自立的な作業を自由に行い、習った内容を再確認する。
モンテッソーリ教育者は、生物学、歴史学から神学に至るまで、幅広い科目を調べさせる学際的なレッスンを行う。これを「大レッスン」と呼ぶ。このような大レッスンは通常、学期の初め頃に受け、年間を通して学ぶ上での基盤とする。 大レッスンは新しい調査分野への扉を開き、インスピレーションを提供するものである。
小学生向けモンテッソーリの平和教育カリキュラムは、世界と生命についての大きなイメージを与える五大レッスンから始まる。これらは児童たちの想像力に点火する教育的ストーリーである。
五大レッスンとは「宇宙と地球のはじまり」、「地球に生命が生まれた」、「地球に人間が生まれた」、「文字はどのように始まったか」、「数はどのように始まったか」である。これらのレッスンを駆け足で終わらせるのではなく、その途中途中で調べものの時間を与えることが重要である。できる限り、学年の最初の方でこのレッスンを共有することも要点である。
レッスンは言語、算数、歴史、科学、芸術、その他を含む。児童主導で教室外の資料探しをすることは教育に不可欠である。モンテッソーリは「宇宙教育」（cosmic education）という用語で二面性のある考えを集約した。提示するレッスンは宇宙的・普遍的な範囲まで広がること、また壮大な宇宙の中にある相互依存の仕掛けの中で人間には果たすべき役割があり、教育とはそれを子供たちが理解するのに役立つはずであるとした。
モンテッソーリ学校と伝統的学校を柔軟性の点で比べると、生徒たちは後者で席に座って課題に取り組み、モンテッソーリ学校では机や床の上など好きな作業場所を決め、自ら最も快適に感じる場所に行くことができる。子供が学習体験の中で必要とするものは、すべて生徒が簡単に取れるような棚に置いてある。これにより、学習が促進されるだけでなく、人に助けを求める必要があまりなくなるため、自立性も促進される。また、モンテッソーリ教室は複数学齢を混ぜて編成するので、生徒たちの間に年齢の幅があり、年下の生徒は年上の生徒を見習い、年上の生徒は必要に応じて年下の生徒を助けることができるよう設定してある。このようにして、全ての年齢層の子供たちに互いに学び合う機会を与える。

#### 中高生向け
中高生向けのモンテッソーリ教育は、小学生以下向け教育と比べると、あまり開発されていない。モンテッソーリは生前、青年期の教育について教師養成プログラムや詳しい計画を確立しなかった。しかしながら、多くの学校が、小学生向けのプログラムを中高生向けレベルに拡張している。さらに、いくつかのモンテッソーリ教育組織は青年期教育の教師養成やオリエンテーションコースの開発をすでに終えて、研究計画にゆるい合意が生まれつつある。モンテッソーリは「この観点に立ち、我々の計画の本質的な改革は、次のように定義されるであろう」と述べ、「思春期の困難な時期には、慣れ親しんだ都会の家庭環境を離れて自然に近い郊外の静かな環境で過ごすことが役に立つ。」と書いている。青年（12～18歳）向けのいくつかのモンテッソーリ学校は、農村部に設置されている。

### 感覚教育
モンテッソーリ「子供の家」の教室に入ると、整然と並ぶ色とりどりの「教具｣と呼ばれる木製玩具が目に飛び込んでくる。これらはモンテッソーリの感覚教育法に基づく教材で、モンテッソーリとその助手たちが開発した。モンテッソーリ教育法では教具の形、大きさは無論、手触り、重さ、材質にまでこだわり、子供たちの繊細な五感をやわらかく刺激するよう配慮がなされている。また、教具を通し、暗記でなく経験に基づいて質量や数量の感覚を養うことと、同時に教具を通して感じ取れる形容詞などの言語教育も組み込まれている。

#### 教具
- ピンク・タワー（pink tower）：1cm3 - 100cm3 までの立方体
- 円柱（cylinder blocks）
- 茶色の階段（broad stair、Brown Stair）
- 長さの棒（red rods）
- 色付き円柱
- 色板（Color tablets）
- 幾何たんす（Geometric cabinet）
- 幾何学立体（Geometric solids）
- 二項式立方体（binomial cube）
- 三項式立方体（trinomial cube）
- 構成三角形（constructive triangles）
- 実体認識袋（The mystery bag）
- 触覚板（Rough and smooth boards）
- 温覚筒（Thermic bottles）
- 重量板（Baric tablets）
- 圧覚板
- 雑音筒（Sound cylinders）
- 音感ベル（Bells）
- 味覚びん
- 嗅覚筒
- 数の棒（Spindle box）

モンテッソーリ教具の例
- モンテッソーリの木製教具
- 幾何盤
- 数珠
- 二項式立方体
- 色付き円柱

### 自発性と「敏感期」
常に子供を観察し、そこから学ぶ姿勢を貫いたモンテッソーリは、子供の中の自発性を重んじることを感覚教育と同様に重要と説いた。どの子供にもある知的好奇心は、何よりその自発性が尊重されるべきで、この知的好奇心が自発的に現われるよう、周囲の大人が子供に｢自由な環境」を提供することを重要視した。また、子供を観察するうち月齢、年齢ごとに子供たちの興味の対象がつぎつぎ移り変わる点に着目し、脳生理学に基づき、さまざまな能力の獲得には、それぞれ最適な時期があると結論付け、これを｢敏感期」と名づけた。一斉教育を行わない教育形態は、モンテッソーリ教育の特徴の一面とされ、この子供たちの「自由｣の保証と「敏感期」を育むモンテッソーリ理論の視点に立つものである。
モンテッソーリは、子どもが玩具に夢中になり、集中して遊び目を輝かせる幼児を見て、挫折しかけた研究の道を再度探求することとなった。敏感期の子どもに触発され、モンテッソーリ教育が構築されていったのである。

### ｢整えられた環境」と教員養成
モンテッソーリ教育では、子供たちが安心して自由に遊び、作業のできる環境整備が重視される。教室が清潔に保たれ、子供の目線で教室を見渡せることにも配慮が求められる。また、教師の存在は、教室や教具と同様、整った環境の担い手の一つと考えられている。教師には教具などを扱う技術や管理する能力も要求されるが、何より子供を注意深く観察する態度が要求され、各々の子供の欲求に沿ってその教育を提供する注意深さが求められる。また養成コースでは、集中する子供を妨げない心遣いや、子供の自発性を待つ姿勢も重要な要素となる。晩年のモンテッソーリが力を注いだ教員養成方法は現在も世界各国で実践され、この厳しい教員養成もモンテッソーリ教育の特徴のひとつにあげられる。

## 日本におけるモンテッソーリ教育
モンテッソーリ教育は、子どもの自主性、自立心、知的好奇心などを育み、この教育の終了する24歳時には社会に貢献する人物となることを目的とする。一方の欧米ではオルタナティブ教育として評価され、他方、日本においては潜在能力を引き出す、知的能力をあげる、小学校のお受験対策といった英才教育や早期教育として注目され、幼児教育だと誤解されることが多い。マリア・モンテッソーリが、知的・発達障害の治療教育、貧困家庭の子供たちへの教育から、発展させてきた教育法であることはあまり知られていない。
モンテッソーリ教育を日本に紹介した日刊紙『萬朝報』の記事は1912年1月11日に掲載された。この教育を日本で最初期に広めた人物に、ロバート・W・アーウィンの長女ベラ（有院遍良）がいる。ベラは1913年にイタリアでモンテッソーリ教育の国際コースを受講し、マリア・モンテッソーリから直接指導を受け、帰国後、自宅で幼児教育研究サロンを開き、1916年には私立玉成保母養成所と付属幼稚園を開校した。
ただし日本が軍事国家への道を歩む中、モンテッソーリ教育はこの時期に広く普及することなく、本格的な普及は第二次世界大戦後、鼓常良がモンテッソーリの主著3部作を完訳したことに始まる。鼓常良は1962年に京都・桂に幼児教育研究所を設立、その付属施設「月見が丘子どもの家」が敗戦後のモンテッソーリ教育施設の第1号である。
上智モンテッソーリ教員養成コースの沿革は上智大学（※）による。
- 1912年　モンテッソーリ教育が日刊紙『萬朝報』で紹介される[19]。
- 1913年　ベラ・アーウィンが渡欧し、M・モンテッソーリの指導を受ける。幼児教育研究サロンを開設。
- 1916年　私立玉成保母養成所を開き、幼稚園を付属させる[23][24]。
- 1962年　幼児教育研究所を鼓常良が設立（京都市）。「月見が丘子どもの家」でモンテッソーリ教育を再開[25]。
- 1965年　上智大学のペトロ・ハイドリッヒ教授が「うめだ・子どもの家」を設立[19]。同学文学部教育心理学科の教授が中心となり研究会が始まる（JAMの前身）。
- 1968年　日本モンテッソーリ協会（JAM）が発足※、国際モンテッソーリ協会（AMI）の友好関係団体として承認される[27]。
- 1970年　※「上智モンテッソーリ教員養成コース」を発足。上智大学に置く。
  - 1971年　※履修科目のうち、上智大学で理論科目を、うめだ「子供の家」で実践科目を出講。
- 1981年　※同教員養成コースを同学・外事部へ移管（大学の組織改変）
  - ※実践科目をうめだ「子供の家」から上智大学へ移管し、理論科目とともに出講。
- 1984年　※上智モンテッソーリ教員養成コースは上智大学・学務部へ移管（大学の組織改変）
- 1986年　※同コースを同学・学事部へ移管（大学の組織改変）
- 1992年　日本モンテッソーリ協会が日本学術会議（第17期）の承認を受けて登録[19]。
- 1993年　※同コースを同学・公開学習センターへ移管（大学の組織改変）
- 2005年　※履修者の募集終了を決定。平成17年度（2005年）1年次生を最終とする（大学の学校改革）
- 2005年　日本モンテッソーリ協会が日本学術会議の制度改革を受け、学術研究団体となる[19]。
- 2006年　※教員養成コースを別法人に移管し新規履修を開始。「特定非営利活動法人東京モンテッソーリ教育研究所」付属となる。
- 2007年　※上智大学の履修コースを閉講[28]。
- 2010年　東京国際モンテッソーリ教師トレーニングセンターの同窓会が発足35周年を迎える。
- 2012年　日本モンテッソーリ協会に「ルーメル・モンテッソーリ奨励基金」設立[注釈 3]。

### 教員資格
日本で取得できるモンテッソーリ教員の資格には、マリア・モンテッソーリが創立した国際モンテッソーリ協会（頭字語AMI）が認定する国際免状と、日本モンテッソーリ協会などの団体が認定する日本独自の免状の2種類がある。
教員養成の場は、日本モンテッソーリ協会（1968年発足）がAMIから友好関係団体として承認され、独自に教員養成コースを主催し認証する。AMI認可の国際トレーニングセンターは2006年以降、上智大学より東京国際モンテッソーリ教師トレーニングセンターに移管された（1975年開所）。以下の見出しに示すとおり、両者のほかにも、いくつかの団体が養成コースを独自に開講している。2019年、国内2つ目の養成所「国際モンテッソーリトレーニングセンター」は福岡に開所した。
AMI公式の教師養成（ディプロマ）コースを修了すると、国際資格を認定され、取得した地域に関係なく全世界で有効である。同コースは世界各地のトレーニングセンターで定期的に開催されており、海外で取得することも可能。このAMI認定による国際免状が唯一、モンテッソーリ教育の創設者である故マリア・モンテッソーリにより認定された教師資格である。
国際免状
国際モンテッソーリ協会（AMI）で定める免状（ディプロマ）は教える対象の年齢ごとに分かれる。
1. Assistants to Infancy（0～3歳）
2. Casa dei Bambini（3～6歳）
3. Elementary（6歳～12歳）

第2の3歳～6歳対象のディプロマは1年制（夜間2年制）の課程を東京国際モンテッソーリ教師トレーニングセンターで履修し、卒業試験に合格した者に授与される。
現在AMI公認の国際免許取得のコースは、東京国際モンテッソーリ教師トレーニングセンターと国際モンテッソーリ トレーニングセンター（福岡）で受講できる。日本国内におけるAMI認定の教師養成者（トレーナー）には、東京センターの松本静子と三浦勢津子、福岡センターの大原青子がいる。

#### 日本独自の免状
日本モンテッソーリ協会認定の教員資格免状は、特定非営利活動法人東京モンテッソーリ教育研究所（東京都文京区）が授与する（廣澤弓子理事長）。2年制の付属教員養成コース（夜間）を履修し、総合試験に合格した者がこれを受ける。東京のほかに京都市伏見区、広島県安芸郡、福岡県宗像市、長崎県長崎市などの公認施設でも受講できる。同研究所の前身は、上智大学に付設していた「上智モンテッソーリ教員養成コース」（1970年–2007年）である。
その他
- 日本モンテッソーリ教育綜合研究所・教師養成センター　公益財団法人才能開発教育研究財団配下の組織。1976年から独自の通信教育を展開し、約3,000名の卒業生に「3歳～6歳コース」と「0歳～3歳コース」の教師として基本的な知識と技能を伝えている。講座修了者のうち希望する者には資格試験を行い、合格者に当研究所の「認定資格証」を発行。2021年に従来の独自課程がAMS／MACTE認定を受け、「教師養成アドバンスコース」から「国際資格取得コース（2歳半～6歳コース）」に改称。
- 【閉校】うめだ・あけぼの治療教育職員養成所（東京都足立区）　養成コースがあった。（-2007年）
- マリア・モンテッソーリ教育研究会（横浜市）　3年制のモンテッソーリ「小学校教員養成コース」を開講（2008年）。

### モンテッソーリ・スクール
モンテッソーリ教育法は主に乳児、幼児、園児あるいは児童を対象にしているが、欧米にモンテッソーリの小学校は数多くあり、中学校や高等学校も存在する。
日本にモンテッソーリ保育園や幼稚園は、カトリック系を中心に数多くあるが、学校教育法で規定され日本政府が認可する義務教育の小中学校はない。その他の全日制教育機関は3校あり、インターナショナル・スクールの格付けで「モンテッソーリスクールオブ東京」、フリースクールの「東京モンテッソーリスクール」、公立委託型「横浜モンテッソーリスクール」である。他に一部、放課後に小学生対象のクラスが開催される。

東京国際モンテッソーリ教師トレーニングセンターには付属の3園があり、幼稚園式のほか放課後小学生クラスを開講する。
- 「聖アンナこどもの家」
- 同付属「聖イリナモンテッソーリスクール」
- 「マリア・モンテッソーリ子どもの家」

## 研究
モンテッソーリ教育法の研究評価に関する2017年のレビューによれば、モンテッソーリ教育の複数の要素には有効性を示す幅広い証拠が存在すると述べ、一例として豊かな言語的環境の中で音声的手法によって早期に文字を教えること、数の教育において感覚的な基盤を与えることをあげている。それと同時に、元々の原則を忠実に守ったものは子どもたちにとって認知能力や社会性の面で利益があるとする証拠をいくつか認めつつ、現代的に改変されたモンテッソーリ教育には同様の有効性を認めるかどうか判然としないと結論付けている。Angeline Stoll Lillard（2017）も、モンテッソーリ教育の成果研究を論評している。
研究書『Monographs of the Society for Research in Child Development』（1975年）は比較調査の結果を発表した。日本の幼稚園「年中組」に相当する「pre-K」から小学校2年までの4学年に着目、モンテッソーリ教育、従来式教育、DARCEE教育のどれを受けたか学年単位で比較すると、Stanford–Binet式知能検査において、前者は平均点が高いと示された。
機関誌『Young Children』に掲出された1981年の研究では、モンテッソーリ教育法は詳細な評価を経たものとは見なされないとしつつも、受講した子供は特定の分野では、他の教育法と比べて同等か、よりよい成績を示すことを見出した。『サイエンス』誌に掲載された2006年の研究では、「モンテッソーリ教育は、それが忠実に実施されれば、他の様々な種類の学校により育成されるものと比べて、同等、またはより優れた社会的・学問的スキルを育成する」ことを見出した。この研究は比較的サンプル数が少なかったため、激しく批判された。ミルウォーキー公立学校における別の研究では、3歳～11歳からモンテッソーリ教育に参加した子供たちは高校に進むと、同級生よりも数学・科学において秀でていることがわかった。別の研究では、評価対象とした全ての教育法の中で成績におよぼすプラスの影響を比べると、モンテッソーリ教育法がいくつかの面で最も大きいことを見出した。
幾らかの研究は、モンテッソーリ教室が子どもたちの成績にプラスに影響したかどうか、優位性は見出せていない。例えば、バッファローの公立モンテッソーリ式マグネット・スクールで行われた2005年の研究では、「モンテッソーリ学校への入学が高い学業成績と関係あるとする仮説を支持できなかった」とした。しかしこれはモンテッソーリ教育の実施方法に問題があった可能性もある。
Lillard（2012）の研究は、モンテッソーリ教室でモンテッソーリ教具を使った子どもたちを対象に滞在時間の長短、教具を全く使わなかったかどうか分類した。子供たちの（従来式教室の）成績を比較したところ、古典的モンテッソーリ教室受講者の成績が明確に最もよい。
『The Hechinger Report』誌（2017年）に掲載された調査によると、経済的背景にもかかわらず、モンテッソーリ学校の生徒たちと経済的階層が同じ学外の生徒を比べると、学業テストでは前者が高い得点を示したと主張している。

## モンテッソーリ教育を受けた著名人
- アンネ・フランク （『アンネの日記』筆者）[65]
- キャサリン・グレアム（新聞『ワシントン・ポスト』経営者、ジャーナリスト）[65]
- ジェフ・ベゾス （Amazon.com創業者）[65]
- サーゲイ・ブリン （Google創業者）[65]
- ラリー・ペイジ （Google創業者）[65]
- ウィル・ライト （ゲームデザイナー、『SimCity』『The Sims』の開発者）[65]
- ステフィン･カリー（NBA選手）[65]
- テイラー・スウィフト（歌手、グラミー賞受賞者）[65]
- ガブリエル＝ガルシア・マルケス（作家、ノーベル文学賞受賞者）[65]
- アンソニー・ドーア（作家、ピューリッツァー賞受賞者）[65]
- ヘレン・ハント（女優）[65]
- ジョージ・アレクサンダー・ルイ・オブ・ウェールズ王子（イギリス王室成員）[65]
- 藤井聡太 （将棋棋士）[66]

以下の人物はモンテッソーリ教育を受けた著名人として宣伝されることが多いが、実際には誤りである。
- マーク・ザッカーバーグ（Facebook創業者）[65]
- ビル・ゲイツ（Microsoft創業者）[65]
- スティーブ・ジョブズ（Apple創業者）
- ジミー・ウェールズ（Wikipedia創設者）[65]
- ジョージ・クルーニー （映画俳優、監督）[65]
- ウェールズ公ウィリアム王子 （イギリス王室成員）[65]
- サセックス公ヘンリー王子 （イギリス王室成員）[65]
- ピーター・ドラッカー （経営学者）

## 関連資料
本文の典拠でないもの。発行年順。
- 相良敦子『モンテッソーリの幼児教育 ママ、ひとりでするのを手伝ってね！』（講談社、1985年6月）。ISBN 978-4062016087。
- 相良敦子、池田政純、池田則子『子どもは動きながら学ぶ 環境による教育のポイント』（講談社、1990年2月）。ISBN 978-4062039222。
- 池田政純、池田則子『ひとりで、できた!―子どもは手を使いながら一人立ちする』相良敦子 監修（サンマーク出版、2006年5月）。ISBN 978-4763196859。
- 相良敦子『お母さんの「敏感期」―モンテッソーリ教育は子を育てる、親を育てる』（文藝春秋〈文春文庫〉、2007年8月）。ISBN 978-4167717452。
- マリア・モンテッソーリ『1946年ロンドン講義録』AMI友の会NIPPON 監修、中村勇 翻訳（風鳴舎〈国際モンテッソーリ協会公認シリーズ02〉2016年10月）。ISBN 978-4907537029。

- マリア・モンテッソーリ『子どもから始まる新しい教育』AMI友の会NIPPON 監訳（風鳴舎〈国際モンテッソーリ協会（AMI）公認シリーズ〉、2017年8月）。ISBN 978-4907537081。
- 堀田はるな『子どもの才能を伸ばす最高の方法モンテッソーリ・メソッド』堀田和子監修（あさ出版、2018年3）。ISBN 978-4866670331。